# Willy Wenz

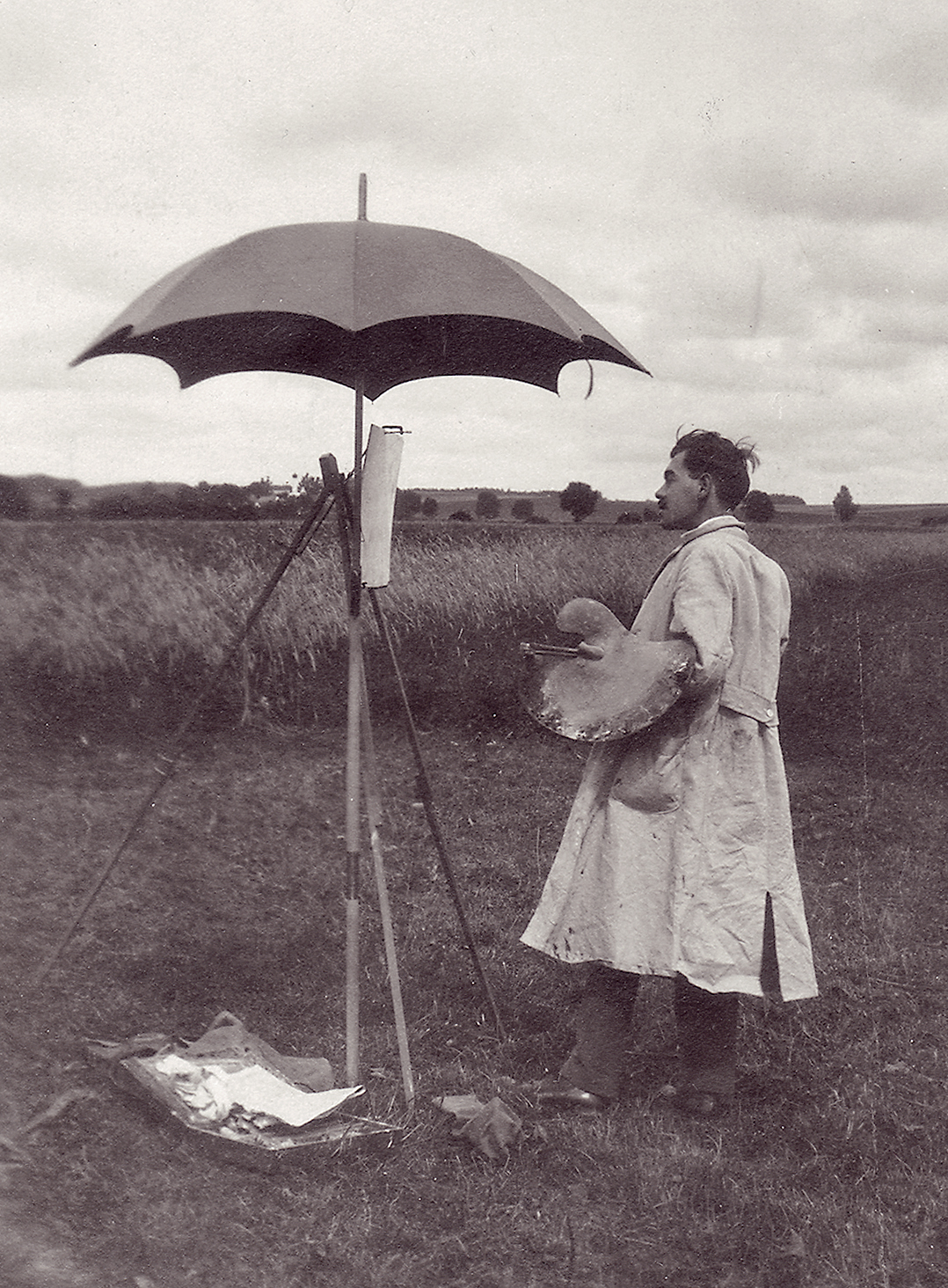
Willy Wenz im Feld, 1920

Wilhelm „Willy“ Wenz (* 3. Oktober 1893 in München; † 20. August 1971 ebenda) war ein deutscher Maler.

## Leben
Willy Wenz studierte ab April 1918 an der Münchener Kunstakademie bei Angelo Jank, später bei Carl Hans Schrader-Velgen und Richard Kaiser. 1922 gründete er zusammen mit seinem Akademiekollegen Albert Gustav Bunge die „Gesellschaft für Gebrauchskunst“ (die sich 1924 mit der Gesellschaft „Neues Münchner Kunstgewerbe“ zur „Neuen Münchner Kunstwerkstätte A.G.“ zusammenschloss).
Wenz fertigte überwiegend Pastelle und Aquarelle an. Die Hauptmotive des bayerischen Landschafts- und Seenmalers finden sich rund um den Starnberger See, im Murnauer Moos, im Karwendel und an der Zugspitze. Willy Wenz repräsentiert die ältere traditionelle  Münchner Schule.
Seine Schwester Erna Reuter verwaltete den Nachlass ihres Bruders bis 1991.